# Церковь Иоанна Предтечи и торговые ряды
Церковь Иоанна Предтечи и торговые ряды — недействующий православный храм и памятник архитектуры местного значения. Сейчас здесь размещается Нежинский городской дом культуры.

## История
Изначально объект был внесён в «список памятников архитектуры вновь выявленных» под названием Церковь Иоанна Предтечи и торговые ряды.
Приказом Министерства культуры и туризма от 21.12.2012 № 1566 присвоен статус памятник архитектуры местного значения с охранным № 10025-Чр под названием Церковь Иоанна Предтечи и торговые ряды.

## Описание
Церковь Иоанна Предтечи была построена в 1842 году как теплая церковь Николаевского собора. 
Церковь была перестроена и в 1946 году здесь был открыт Нежинский городской дом культуры.